# 윤한봉
윤한봉(尹漢琫, 1948년 2월 1일 (1947년 음력 12월 22일) ~ 2007년 6월 27일)은 대한민국의 사회운동가로 전 민족미래연구소장이다.

## 생애
1948년 전남 강진에서 태어났다. 1980년 5월 지역 학생운동세력의 주모자로 지목돼 수배생활을 했다. 그는 1981년 4월 화물선 레오파드호에 숨어 35일을 연명해 미국으로 밀항했다. 그는 미국에 가 민족학교와 재미한국청년연합 등을 결성해 대한민국의 민주화운동을 지원해오다 1993년 5.18 수배자 가운데 마지막으로 수배가 해제되자 귀국했다. 
귀국 이후 5.18기념재단 설립에 주도적인 역할을 했으며 민족미래연구소장과 들불야학기념사업회장 도맡았지만 정작 본인의 피해 보상을 거부했다.
2007년 폐기종으로 폐 이식수술을 받았으나 수술이 실패하여 사망하였다. 그의 사후 (사) 합수 윤한봉기념사업회가 결성돼 살아남은 자의 죄의식을 버리지 못하고 평생을 치열하게 살아온 그를 기리고 있다.